# العلاقات المالديفية البوتانية
العلاقات المالديفية البوتانية هي العلاقات الثنائية التي تجمع بين المالديف وبوتان.

## مقارنة بين البلدين
هذه مقارنة عامة ومرجعية للدولتين:
| وجه المقارنة                                              | المالديف       | بوتان          |
| --------------------------------------------------------- | -------------- | -------------- |
| المساحة (كم2)                                             | 298            | 38.39 ألف      |
| عدد السكان (نسمة)                                         | 436.33 ألف     | 807.61 ألف     |
| الكثافة السكانية (ن./كم²)                                 | 146.42 ألف     | 21.04          |
| العاصمة                                                   | ماليه          | تيمفو          |
| اللغة الرسمية                                             | اللغة الديفهي  | لغة دزونكا     |
| العملة                                                    | روفيه مالديفية | نغولترم بوتاني |
| الناتج المحلي الإجمالي (بليون دولار)                      | 4.60 مليار     | 2.51 مليار     |
| الناتج المحلي الإجمالي (تعادل القوة الشرائية) بليون دولار | 5.23 مليار     | 6.49 مليار     |
| الناتج المحلي الإجمالي الاسمي للفرد دولار أمريكي          | 8.39 ألف       | 2.66 ألف       |
| الناتج المحلي الإجمالي للفرد دولار أمريكي                 | 12.53 ألف      | 7.82 ألف       |
| مؤشر التنمية البشرية                                      | 0.706          | 0.605          |
| رمز المكالمات الدولي                                      | +960           | +975           |
| رمز الإنترنت                                              | .mv            | .bt            |
| المنطقة الزمنية                                           | ت ع م+05:00    | ت ع م+06:00    |

## منظمات دولية مشتركة
يشترك البلدان في عضوية مجموعة من المنظمات الدولية، منها:
| علم المنظمة | اسم المنظمة                        | تاريخ انضمام المالديف | تاريخ انضمام بوتان |
| ----------- | ---------------------------------- | --------------------- | ------------------ |
|             | وكالة ضمان الاستثمار متعدد الأطراف | 19 مايو 2005          | 21 أكتوبر 2014     |
|             | منظمة الشرطة الجنائية الدولية      | ?                     | ?                  |
|             | منظمة حظر الأسلحة الكيميائية       | ?                     | ?                  |
|             | الأمم المتحدة                      | 21 سبتمبر 1965        | 21 سبتمبر 1971     |
|             | مؤسسة التمويل الدولية              | 2 فبراير 1983         | 1 ديسمبر 2003      |
|             | يونسكو                             | 18 يوليو 1980         | 13 أبريل 1982      |
|             | مؤسسة التنمية الدولية              | 13 يناير 1978         | 28 سبتمبر 1981     |
|             | بنك التنمية الآسيوي                | 1978                  | 1982               |
|             | البنك الدولي للإنشاء والتعمير      | 13 يناير 1978         | 28 سبتمبر 1981     |
|             | الاتحاد البريدي العالمي            | ?                     | ?                  |
|             | الاتحاد الدولي للاتصالات           | 28 فبراير 1967        | 15 سبتمبر 1988     |

## وصلات خارجية
- موقع وزارة الخارجية المالديفية
- موقع وزارة الخارجية البوتانية